# Keith Murray
Keith Murray (ur. 13 września 1974 w Nowym Jorku) – amerykański raper, członek zespołu Def Squad. W 2009 roku pojawił się na płycie polskiego rapera O.S.T.R., O.c.b.

## Dyskografia

### Albumy solowe
- 1994: The Most Beautifullest Thing in This World
- 1996: Enigma
- 1999: It's A Beautiful Thing
- 2003: He's Keith Murray
- 2007: Rap-Murr-Phobia (The Fear of Real Hip-Hop)

### Mixtape
- 2008: Intellectual Violence

### Kompilacje
- 1999: The Most Beautifullest Hits